# HP Integrity
HPE Integrityサーバー（HP Integrityサーバー）は、ヒューレット・パッカード・エンタープライズ(HPE)（旧ヒューレット・パッカード(HP)）社の基幹業務向けサーバーで、EPICアーキテクチャーを採用した64ビット(IA-64)のインテル Itanium プロセッサーを搭載する製品である。PA-RISC プロセッサー搭載のHP 9000サーバー、旧DEC社のAlpha プロセッサー搭載のHP AlphaServer、旧タンデムコンピューターズ社のMIPS プロセッサー搭載のNonStopサーバーの後継機にあたる。通常は、HP NonStop OSが稼働する旧NonStopサーバーのラインアップを「HP Integrity NonStop サーバー」と限定し、それを除くラインアップを指す。

## 名称
2003年7月に「HP Integrity（インテグリティ）サーバー」と命名。製品名の由来は、1990年代に活躍した旧タンデム社の製品から流用している。

## 特徴
基幹業務向けシステムのサーバーとして、信頼性、拡張性、長期利用を前提として設計されている。2010年からのラインアップは、ラックマウント型のrxシリーズ、ブレード型のBLシリーズ、専用ブレード型のSuperdome 2と揃えている。稼働するOSは、エンタープライズUNIXのHP-UX、OpenVMS、Linux、Windows Serverの4種類。
日本国内においては、HP 9000 サーバーから引き続き、NEC/日立/沖電気などの企業と協業を行っており、通信業および金融業を中心に基幹系オープンシステムの多くの実績を持つ。

## 歴史
2003年以前に関しては、HP 9000サーバーを参照のこと。
- 2003年
  - Itanium 2プロセッサ(Madison)搭載のrx2600、rx5670、Superdomeを発表(7月)。
  - rx4640、rx7620、rx8620を発表(11月)。
- 2004年
  - 1Uのrx1600を発表(2月)。
  - HP mx2デュアルプロセッサモジュール搭載のrx7620、rx8620、Superdomeを発表(5月)。
  - Itanium 2プロセッサ(Madison9M)搭載のrx1620、rx2620、rx4640、rx7620、rx8620、Superdomeを発表(11月)。
- 2005年
  - ブレードサーバのBL60pを発表(12月)。
- 2006年
  - HP sx2000チップセット搭載のrx7640、rx8640、Superdomeを発表(4月)。
  - デュアルコアItanium 2プロセッサ 9000番台(Montecito)搭載のrx2620、rx3600、rx4640、rx6600、rx7640、rx8640、Superdomeを発表(9月)。
- 2007年
  - デュアルコアItanium 2プロセッサ 9000番台(Montecito)搭載のrx2660を発表(1月)。
  - ブレードサーバのBL860cを発表(3月)。
  - デュアルコアItanium 2プロセッサ 9100番台(Montvale)搭載のBL860c、rx2660、rx3600、rx6600、rx7640、rx8640、Superdomeを発表(11月)。
- 2008年
  - ブレードサーバのBL870cを発表(2月)。
- 2010年
  - アーキテクチャを大幅に刷新したモデルとして、クアッドコアItaniumプロセッサー9300番台(Tukwila)搭載のBL860c i2、BL870c i2、BL890c i2、rx2800 i2、Superdome2を発表(4月)。
- 2012年
  - Itaniumプロセッサー9500 製品ファミリー(Poulson)搭載のCell Blade900s i4 (Superdome2用)、BL890c i4、BL870c i4、BL860c i4、rx2800 i4 を発表(11月)。[1]
- 2017年
  - Itaniumプロセッサー9700 シリーズ(Kittson)搭載のBL890c i6、BL870c i6、BL860c i6、rx2800 i6 を発表(5月)。[2]